# 杜比尼 (拉傑霍夫區)
50°13′42″N 24°41′31″E / 50.22833°N 24.69194°E
杜比尼（烏克蘭語：Дубини），是烏克蘭西部的村莊，隸屬利維夫州的舍普季茨基區。該村面積0.51平方公里，海拔高度223米，2001年人口133，人口密度每平方公里258.75人。